# Koszęcin (gemeente)
De gemeente Koszęcin is een landgemeente in powiat Lubliniecki, woiwodschap Silezië.
Op 30 juni 2004 telde de gemeente 11.453 inwoners.

## Oppervlakte gegevens
In 2002 bedroeg de totale oppervlakte van gemeente Koszęcin 128,54 km², waarvan:
- agrarisch gebied: 41%
- bossen: 52%

De gemeente beslaat 15,63% van de totale oppervlakte van de powiat.

## Demografie
Stand op 30 juni 2004:
| Omschrijving                   | Totaal | Totaal | Vrouwen | Vrouwen | Mannen | Mannen |
| ------------------------------ | ------ | ------ | ------- | ------- | ------ | ------ |
| eenheid                        | aantal | %      | aantal  | %       | aantal | %      |
| inwoners                       | 11 453 | 100    | 5819    | 50,8    | 5634   | 49,2   |
| bevolkingsdichtheid (inw./km²) | 89,1   | 89,1   | 45,3    | 45,3    | 43,8   | 43,8   |

In 2002 bedroeg het gemiddelde inkomen per inwoner 1190,89 zł.

## Plaatsen
sołectwo: Brusiek, Cieszowa, Koszęcin (siedziba urzędu gminy), Piłka, Rusinowice, Sadów, Strzebiń, Wierzbie.

## Aangrenzende gemeenten
Boronów, Herby, Kalety, Kochanowice, Lubliniec, Tworóg, Woźniki